# Perryton
Perryton is een plaats (city) in de Amerikaanse staat Texas, en valt bestuurlijk gezien onder Ochiltree County.

## Demografie
Bij de volkstelling in 2000 werd het aantal inwoners vastgesteld op 7774.
In 2006 is het aantal inwoners door het United States Census Bureau geschat op 8236, een stijging van 462 (5.9%).

## Geografie
Volgens het United States Census Bureau beslaat de plaats een oppervlakte van
11,6 km², waarvan 11,5 km² land en 0,1 km² water. Perryton ligt op ongeveer 896 m boven zeeniveau.

## Plaatsen in de nabije omgeving
De onderstaande figuur toont nabijgelegen plaatsen in een straal van 44 km rond Perryton.